# 명안공주
명안공주(明安公主, 1665년 6월 30일 (음력 5월 18일) ~ 1687년 6월 25일(음력 5월 16일))는 조선의 왕족으로 현종과 명성왕후 김씨의 3녀이다. 이름은 온희(溫姬)이다.

## 생애
1665년(현종 6년) 5월 18일, 현종(顯宗)과 명성왕후(明聖王后)의 셋째 딸로 태어났다.
1671년(현종 12년) 12월 21일, 명안공주(明安公主)에 봉해졌다.
1679년(숙종 5년) 서인의 핵심 인물인 오두인의 아들 오태주(吳泰周)와 정혼하여 이듬해인 1680년(숙종 6년) 12월 18일 가례를 올렸다. 당시 가뭄이 극심하였는데 명안공주의 살림집을 성대하게 지어 송시열 등이 규모와 비용을 줄일것을 청하는 상소를 올리기도 하였다.
1681년(숙종 7년), 명안공주 집안에서 충청도 덕산의 방죽과 전지를 불법으로 차지하여 송사가 일어났는데, 숙종은 이를 주민들에게 되돌려 줄것을 명하였다.
1687년(숙종 13년) 5월 16일, 22세의 나이로 사망하였다.
명안공주의 시댁인 해창위(海昌尉) 오태주(吳泰周) 일가는 1689년(숙종 15년), 기사환국 당시 명안공주의 시아버지인 오두인이 인현왕후 폐위와 관련해 올린 상소 사건으로 멸문지화를 입을 뻔하였으나 숙종의 여동생의 시가이기에 멸문의 화를 피할 수 있었고 삭탈되었던 오태주의 작위도 다음달에 특별히 복작되었다. 오태주는 1716년에 졸하였다.
명안공주의 무덤은 경기도 안산시 사사동 산 48번지에 있다.

## 가족 관계
- 조부 : 효종(孝宗, 1619 ∼ 1659)
- 조모 : 인선왕후 장씨(仁宣王后 張氏, 1618 ~ 1674)
  - 아버지 : 현종(顯宗, 1641 ~ 1674)
- 외조부 : 청풍부원군 김우명(淸風府院君 金佑明, 1619 ~ 1675)
- 외조모 : 덕은부부인 은진 송씨(德恩府夫人 恩津 宋氏, 1621 ∼ 1660)
  - 어머니 : 명성왕후 김씨(明聖王后 金氏, 1642 ~ 1683)
    - 언니 : 명선공주(明善公主, 1659 ~ 1673)
    - 오빠 : 숙종(肅宗, 1661 ~ 1720)
    - 언니 : 명혜공주(明惠公主, 1662 ∼ 1673)

- 시아버지 : 오두인(吳斗寅, 1624 ~ 1689)
- 시어머니 : 상주 황씨(尙州 黃氏)
  - 부마 : 해창위 오태주(海昌慰 吳泰周, 1668 ~ 1716)
    - 양자 : 문목공 오원(文穆公 吳瑗, 1700~1740) - 오진주(吳晋周)의 아들

## 같이 보기
- 현종
- 취몽헌 오태주 묘역

## 명안공주가 등장하는 작품
- 《장옥정, 사랑에 살다》 (SBS, 2013년, 배우:조아영)

## 참고 자료
- 명안공주 - 한국학중앙연구원